# Bulbostylis paradoxa
Bulbostylis paradoxa är en halvgräsart som först beskrevs av Spreng., och fick sitt nu gällande namn av Carl Lindman. Bulbostylis paradoxa ingår i släktet Bulbostylis och familjen halvgräs. Inga underarter finns listade i Catalogue of Life.

## Bildgalleri

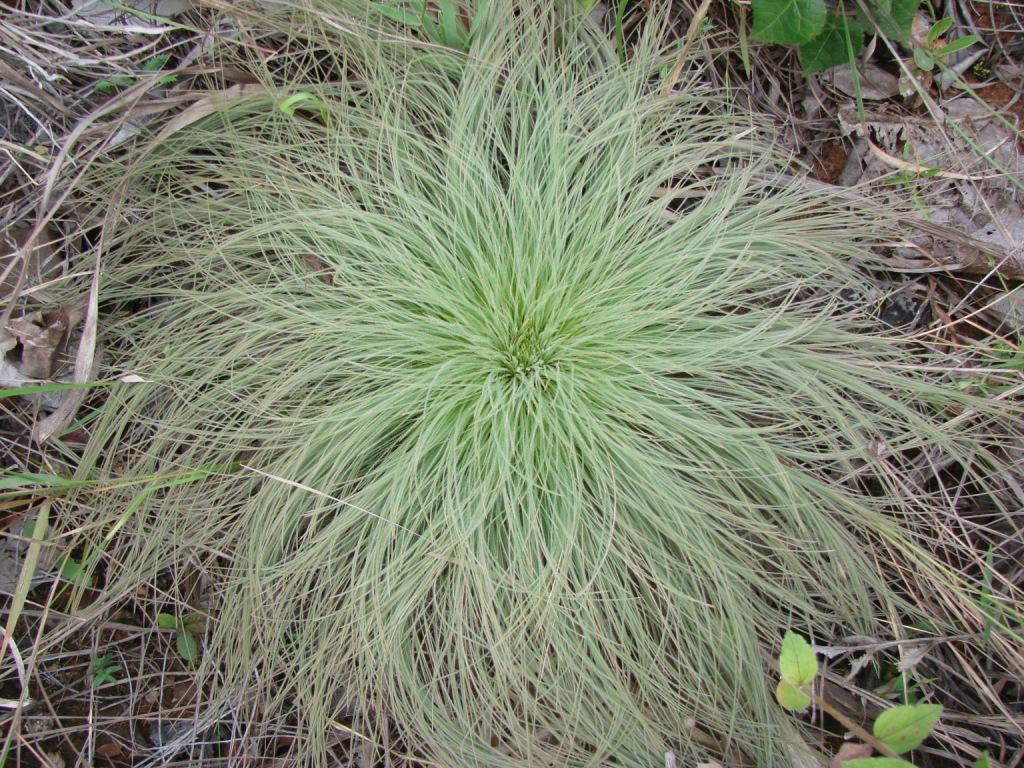